# 索洛尼夫卡 (卡通-卡拉蓋區)
索洛尼夫卡是哈薩克斯坦的城鎮，位於該國東部東哈薩克斯坦州，由卡通-卡拉蓋區負責管轄，面積約為10.7平方公里，2009年人口1,177。